# Asura aureorosea
Asura aureorosea är en fjärilsart som beskrevs av Rothschild 1913. Asura aureorosea ingår i släktet Asura och familjen björnspinnare. Inga underarter finns listade i Catalogue of Life.